# Paludomidae
Famille
Synonymes
- voir paragraphe #Synonymes

Les Paludomidae sont une famille de mollusques gastéropodes. 

## Synonymes
- Lavigeriidae Thiele, 1925

## Liste des espèces
Selon World Register of Marine Species (24 février 2018) :
- genre Anceya Bourguignat, 1885
- genre Bathanalia J. E. S. Moore, 1898
- genre Bridouxia Bourguignat, 1885
- genre Chytra J. E. S. Moore, 1898
- genre Cleopatra Troschel, 1857
- genre Hirthia Ancey, 1898
- genre Lavigeria Bourguignat, 1888
- genre Limnotrochus E. A. Smith, 1880
- genre Martelia Dautzenberg, 1908
- genre Mysorelloides Leloup, 1953
- genre Odontochasma Tomlin, 1930
- genre Paludomus Swainson, 1840
- genre Paramelania E. A. Smith, 1881
- genre Philopotamis Layard, 1855
- genre Potadomoides Leloup, 1953
- genre Pseudocleopatra Thiele, 1928
- genre Reymondia Bourguignat, 1885
- genre Spekia Bourguignat, 1879
- genre Stanleya Bourguignat, 1885
- genre Stormsia Bourguignat, 1891
- genre Syrnolopsis E. A. Smith, 1880
- genre Tanalia Gray, 1847
- genre Tanganyicia Crosse, 1881
- genre Tiphobia E. A. Smith, 1880
- genre Vinundu Michel, 2004

## Galerie

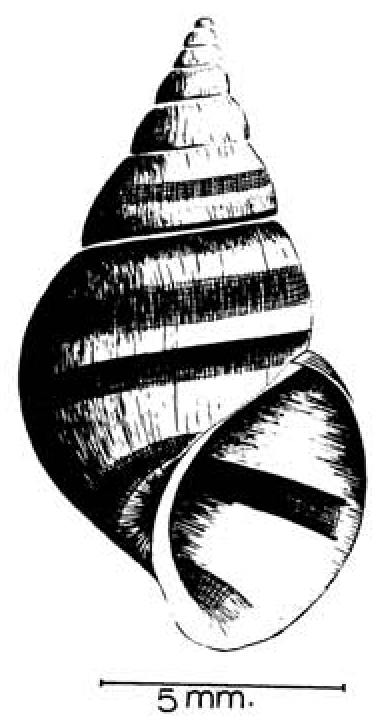
Cleopatra ferruginea.
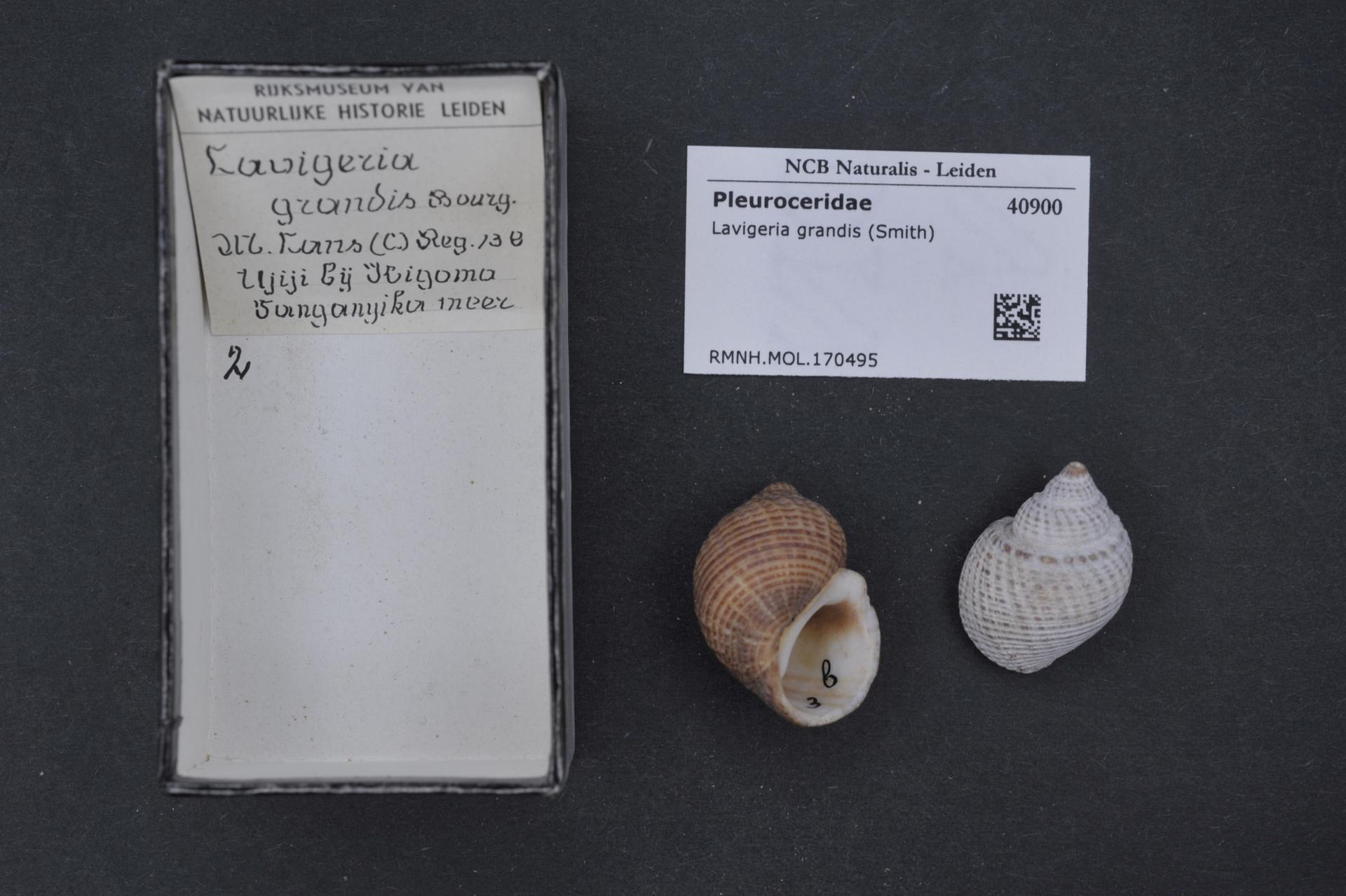
Lavigeria grandis.
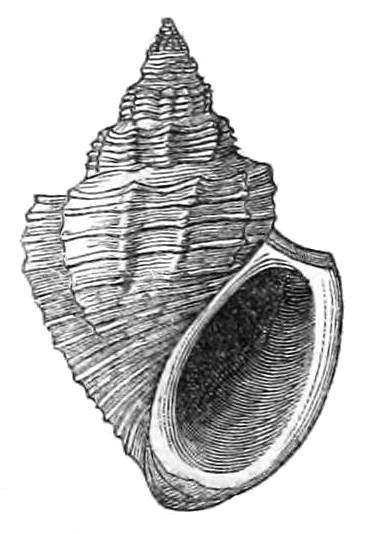
Paramelania damoni.
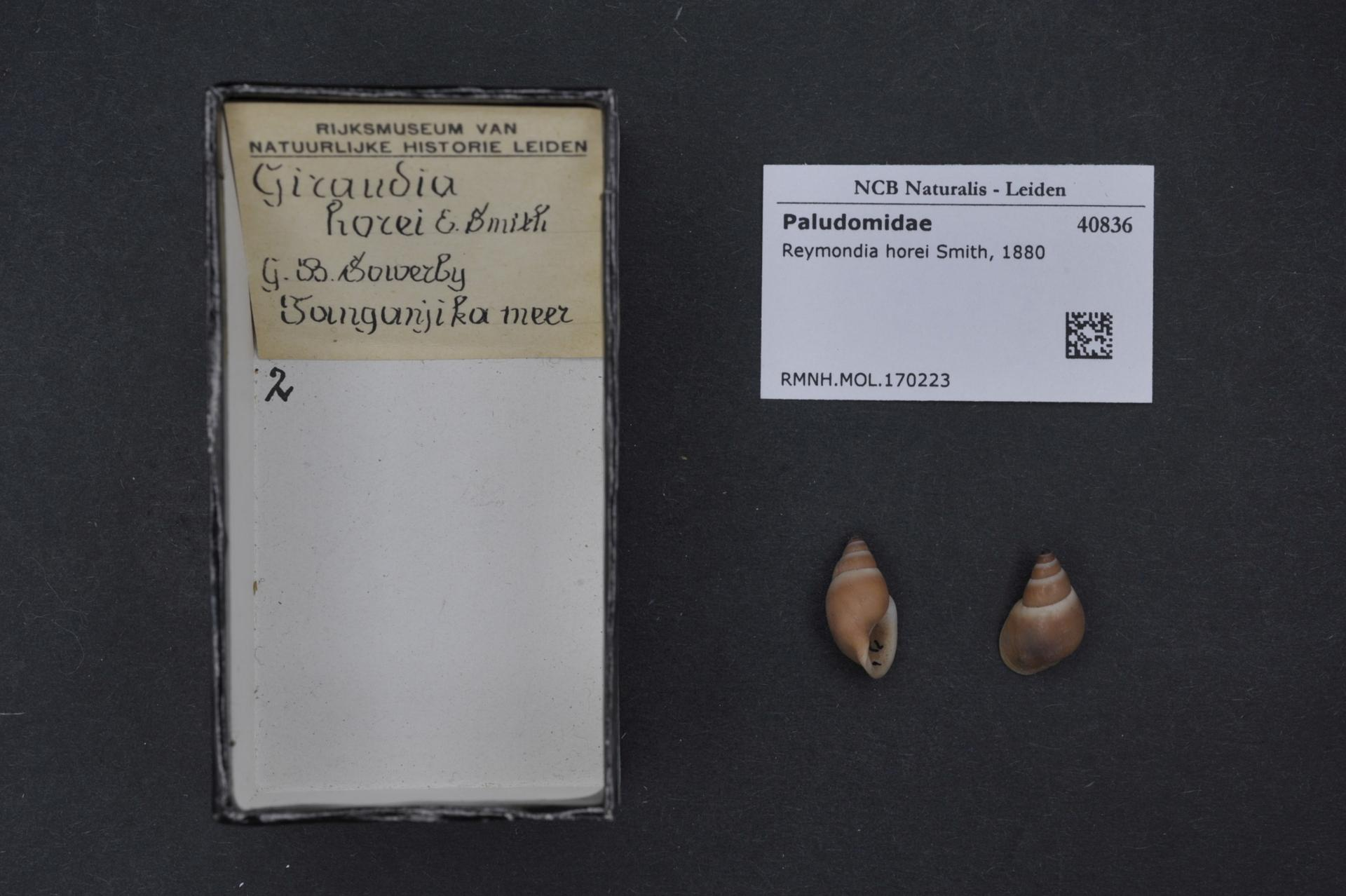
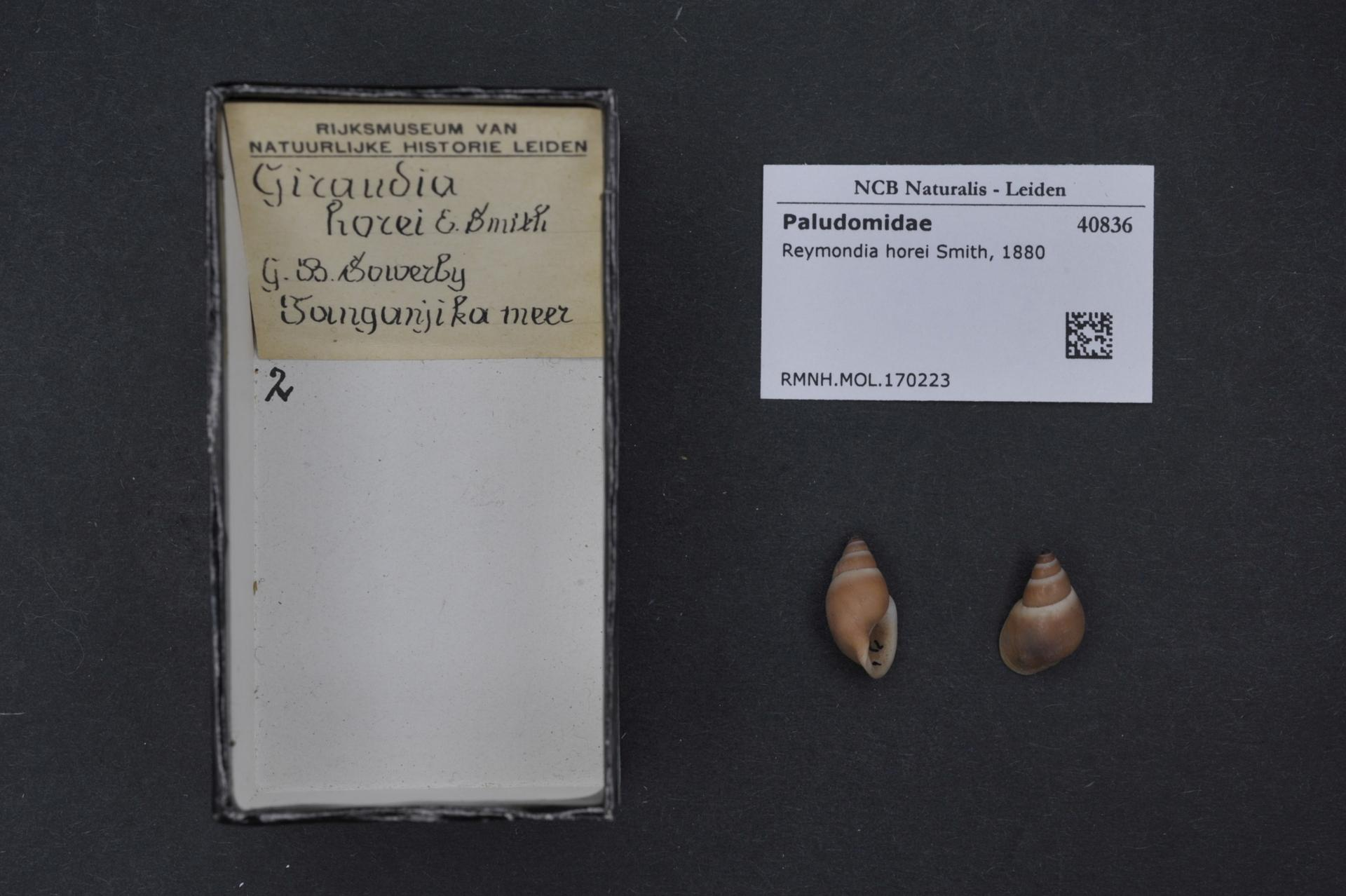
Reymondia horei.
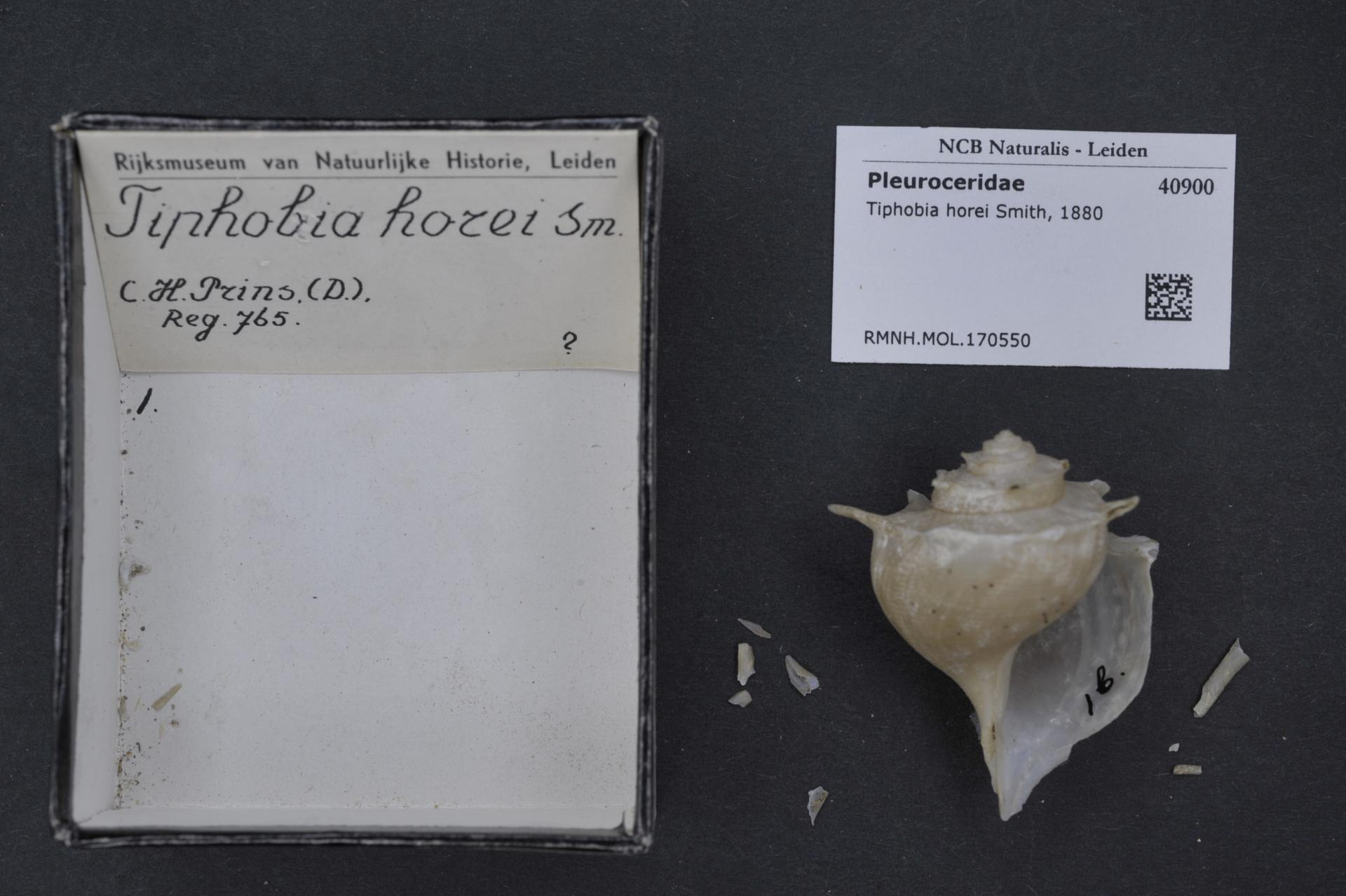
Tiphobia horei.
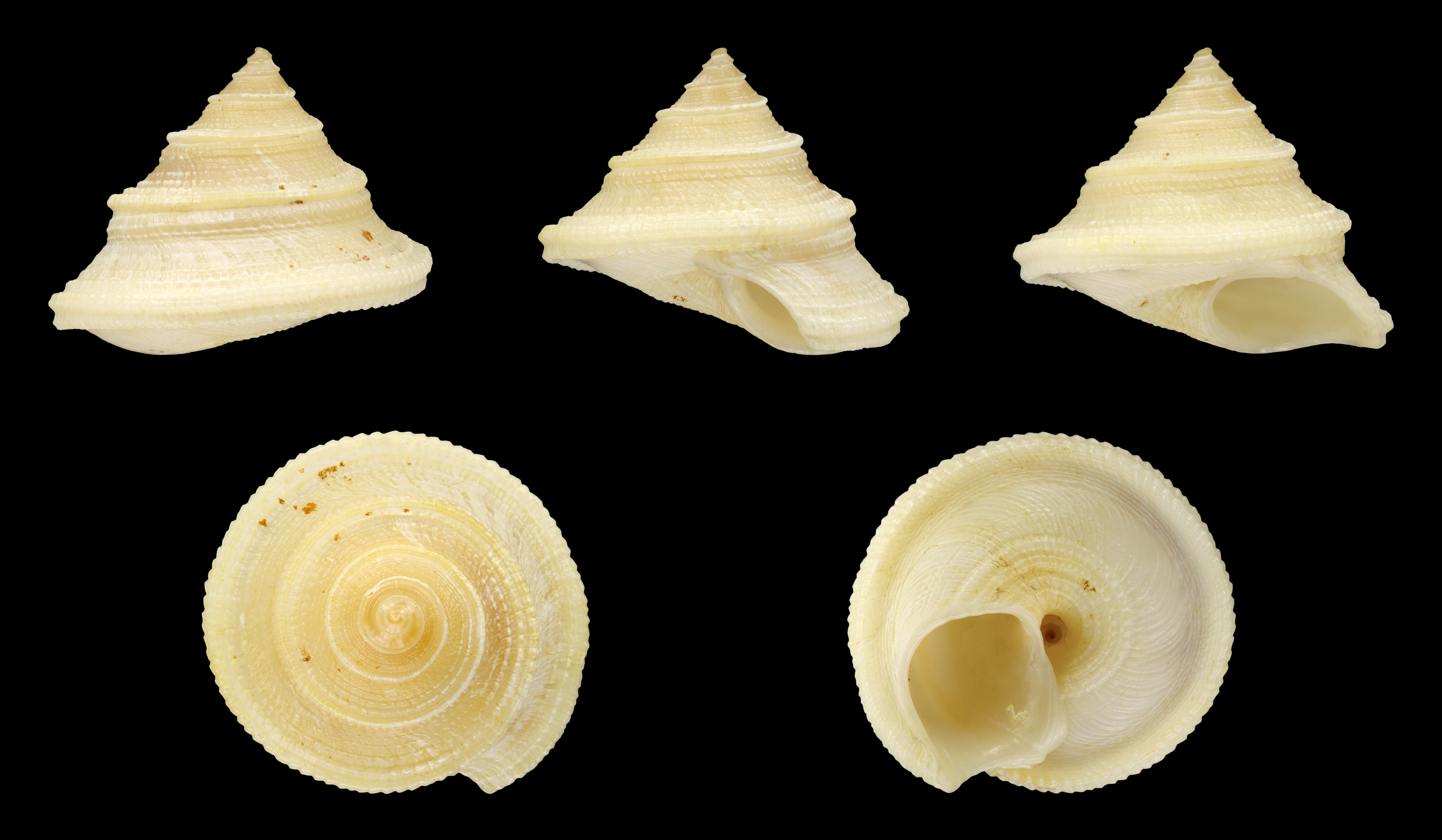
Chytra kirki.
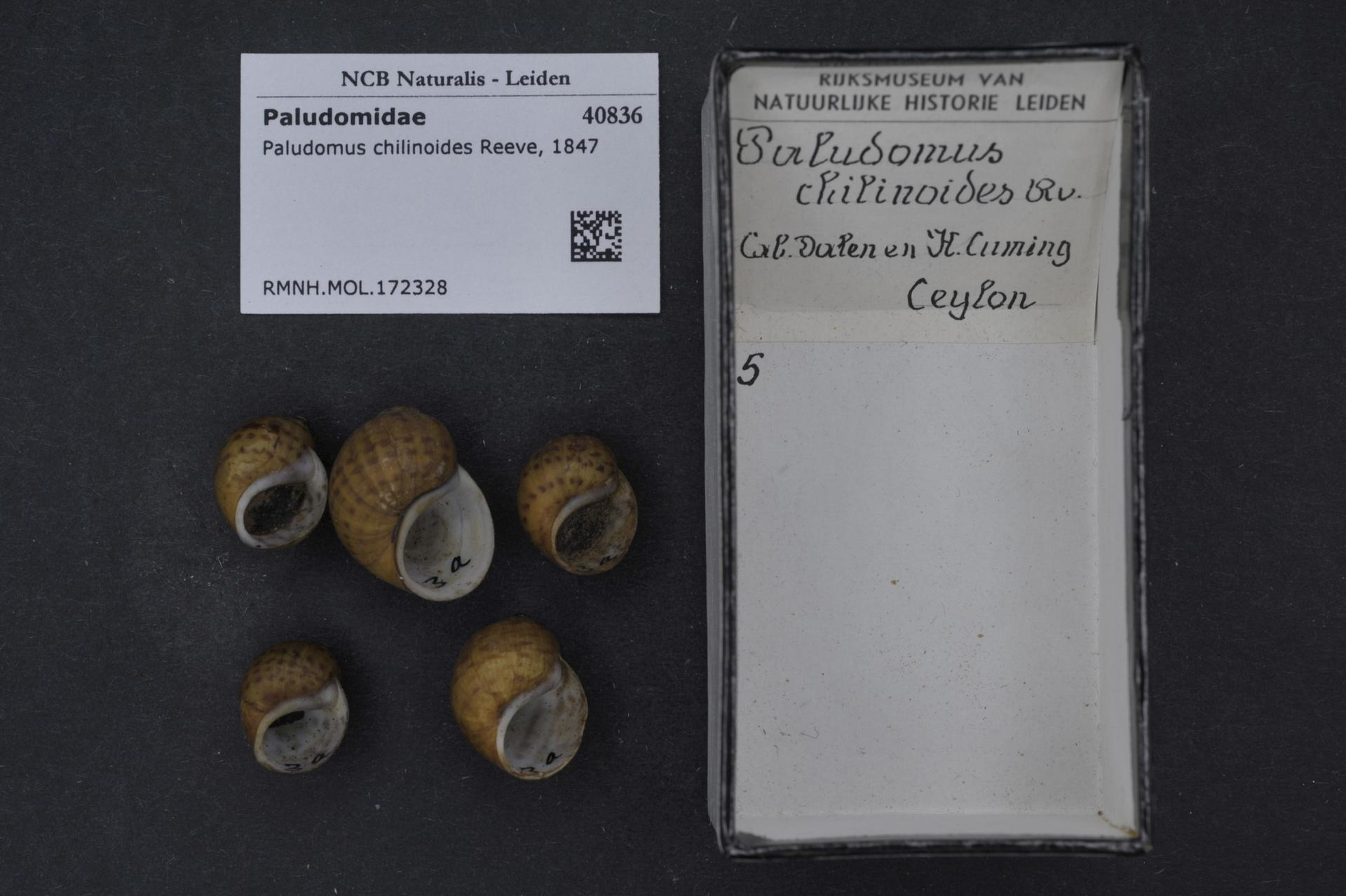
Paludomus chilinoides.